# Pidonia dealbata
Pidonia dealbata är en skalbaggsart som beskrevs av Mikio Kuboki 1981. Pidonia dealbata ingår i släktet Pidonia och familjen långhorningar. Inga underarter finns listade i Catalogue of Life.